# Ottorino Sartor
Ottorino Sartor Espinoza (18 września 1945 – 2 czerwca 2021) – piłkarz peruwiański noszący przydomek El Blindado, bramkarz. Wzrost 181 cm.
Urodzony w Chancay (region Lima) Sartor karierę piłkarską rozpoczął w 1965 roku w klubie Defensor Arica Lima, z którym w 1969 zdobył wicemistrzostwo Peru. Wziął udział w turnieju Copa Libertadores 1970, gdzie Defensor Arica odpadł w fazie grupowej.
W Defensor Arica Sartor grał do 1971 roku, w 1972 roku grał w klubie José Gálvez Chimbote, a w latach 1973–1974 w klubie Atlético Chalaco Callao. W 1975 roku był piłkarzem klubu Universitario Lima, skąd przeszedł do klubu Colegio Nacional Iquitos.
Jako gracz klubu Colegio Nacional Iquitos wziął udział w turnieju Copa América 1975, gdzie Peru zdobyło tytuł mistrza Ameryki Południowej. Sartor zagrał we wszystkich 9 meczach – obu meczach z Chile (stracił 2 bramki), obu meczach z Boliwią (stracił 1 bramkę), dwóch meczach z Brazylią (stracił 3 bramki) i w trzech finałowych meczach z Kolumbią (stracił 1 bramkę).
Wciąż jako gracz klubu Colegio Nacional Iquitos Sartor był w składzie reprezentacji podczas finałów mistrzostw świata w 1978, gdzie Peru odpadło w fazie grupowej – nie zagrał w żadnym meczu, gdyż podstawowym bramkarzem drużyny był Ramón Quiroga.
W 1979 roku Sartor został piłkarzem klubu Coronel Bolognesi Tacna, a w 1980 przeszedł do klubu AD Tarma. W 1981 roku grał w klubie Sport Boys Callao, a w 1982 roku zakończył karierę jako piłkarz klubu Municipal Lima.
Od 8 czerwca 1966 do 18 lipca 1979 Sartor rozegrał w reprezentacji Peru 27 meczów, w których stracił 33 bramki.